# Barberenasuchus
Barberenasuchus brasiliensis, es un género extinto de arcosauriforme. Sus restos fósiles (un cráneo mal preservado y una vértebra axial) se han encontrado en el geoparque de Paleorrota, de la Formación Santa María, Brasil. Vivió durante el Triásico Superior. Se llama así en honor de Mário Costa Barberena.
La posición filogenética de este género dentro de Pseudosuchia es incierta; el autor de su descripción lo clasificó como un esfenosúquido, mientras que Kischlat (2000) lo consideró como un rauisuquio. Irmis, Nesbitt y Sues (2013) establecieron que ellos "no pudieron encontrar ninguna característica de crocodilomorfos preservada en el espécimen holotipo". Basado en la presencia de una fenestra anteorbital los autores asignaron a Barberenasuchus a Archosauriformes, pero establecieron que sin mayor preparación y estudio no es posible asignarlo a ningún grupo específico de arcosauriformes.